# オート＝ガロンヌ県
オート＝ガロンヌ県(オート＝ガロンヌけん、Haute-Garonne)は、フランスのオクシタニー地域圏の県である。

## 歴史
1790年3月4日、かつてのラングドック州の一部から県として新設された。カステルサラザン郡が当時含まれていたため、現在より県の面積は大きかった。1808年にロット＝エ＝ガロンヌ県が新設されるとカステルサラザン郡が移管されている。

オート＝ガロンヌ県の地図を革命前に所属した州を色分けした図 :
ラングドック
ガスコーニュ :
アルマニャック
コマンジュ
リヴィエール・ヴェルダン
ネブーザン

## 地理
県はかつてのフランスの州と一致しない。ラングドックとガスコーニュの様々な部分で構成される行政体である。
県にはその名称の由来となったガロンヌ川の源流が流れる。県の輪郭は川の流れる方向に従う。川はフランスのフォスに入り、サン＝ゴーダンス近郊のモントレジョーを通過し、トゥールーズの中心を通過して県から流れ出る。ガロンヌ川が県内を流れる全長は200kmを超える。県を東西にミディ運河とガロンヌ運河が流れる。オート＝ガロンヌは3つの異なる地方に分けられる。南部のモンタニューズ地方はピレネー山脈に含まれる。ペルディゲール峰（3222m）は、県最高峰である。県北部のプルミエール・プレーヌ地方は、その南東部をコマンジュと接している。ラ・グランド・プレーヌ・トゥールーザン地方は北に向かって伸びる。
県は南東をアリエージュ県、東部をオード県、北東をタルヌ県、北をタルヌ＝エ＝ガロンヌ県、西をジェール県、南西をオート＝ピレネー県、南をスペイン（カタルーニャ州リェイダ県バル・ダラン、アラゴン州ウエスカ県）と接している。
トゥールーズ郡、ミュレ郡、サン＝ゴーダンス郡の3郡がある。郡の下に53の小郡がある。コミューン数は588である。南部のコミューンは多くが農村であり、トゥールーズを含む北部は本質的に都市化または高度に都市化が進んだコミューンで構成される。

### 気候
オート＝ガロンヌの気候は海洋性気候と地中海性気候の影響を受けて温暖である。平地の冬は過ごしやすいが南部の冬は寒い。そして平野部の夏は非常に暑く、それにともない秋の日照時間が長い。春は雨の季節である。

## 経済
コムギやパステル顔料による農業ブームを経験した後、県経済は航空宇宙産業に基づくようになった。
オート＝ガロンヌの産業は主に、航空宇宙産業の先頭に立つポール・トゥールーザンを中心としている。ここはエアバスA380のものを含む複数のエアバス社の組み立てラインが含まれ、エアバス・グループの宇宙産業、フランス国立宇宙研究センター、ATRのような他社もある。
農業分野においては、マイスを含む畑作の農産物、ならびにヒマワリやコムギのような穀物に代表される。

## 人口統計
トゥールーズは県で最も人口が多いエリアの中心都市である。県南部は人口が少なく、コマンジュ地方として知られている。
| 1801年    | 1831年    | 1841年  | 1851年  | 1856年  | 1861年  | 1866年    |
| --------- | --------- | ------- | ------- | ------- | ------- | --------- |
| 339.574   | 427.856   | 468.153 | 481.610 | 481.247 | 484.081 | 493.777   |
| 1872年    | 1876年    | 1881年  | 1886年  | 1891年  | 1896年  | 1901年    |
| 479.362   | 477.730   | 478.009 | 481.169 | 472.383 | 459.377 | 448.481   |
| 1906年    | 1911年    | 1921年  | 1926年  | 1931年  | 1936年  | 1946年    |
| 442.065   | 432.126   | 424.582 | 431.505 | 441.799 | 458.647 | 512.260   |
| 1954年    | 1962年    | 1968年  | 1975年  | 1982年  | 1990年  | 1999年    |
| 525.669   | 594.633   | 690.712 | 777.431 | 824.501 | 925.962 | 1.046.338 |
| 2006年    | 2011年    |         |         |         |         |           |
| 1.186.330 | 1.260.226 |         |         |         |         |           |

参照:1962年以降SPLAF、2006年以降INSEE

## 主要コミューン
県内で人口の多いコミューンを以下にあげる :
| コミューン               | 人口 (2010年) | コミューン                 | 人口 (2010年) |
| ------------------------ | ------------- | -------------------------- | ------------- |
| トゥールーズ             | 441,802       | コロミエ                   | 35 186        |
| トゥルヌフイユ           | 25,340        | ミュレ                     | 23 864        |
| ブラニャック             | 21 710        | プレザンス・デュ・トゥシュ | 16 091        |
| キュニョー               | 15 807        | バルマ                     | 13 474        |
| ラモンヴィル・サンタニュ | 11 994        | リュニオン                 | 11 868        |
| サン＝ゴーダンス         | 11 248        | フォンソルブ               | 11 111        |

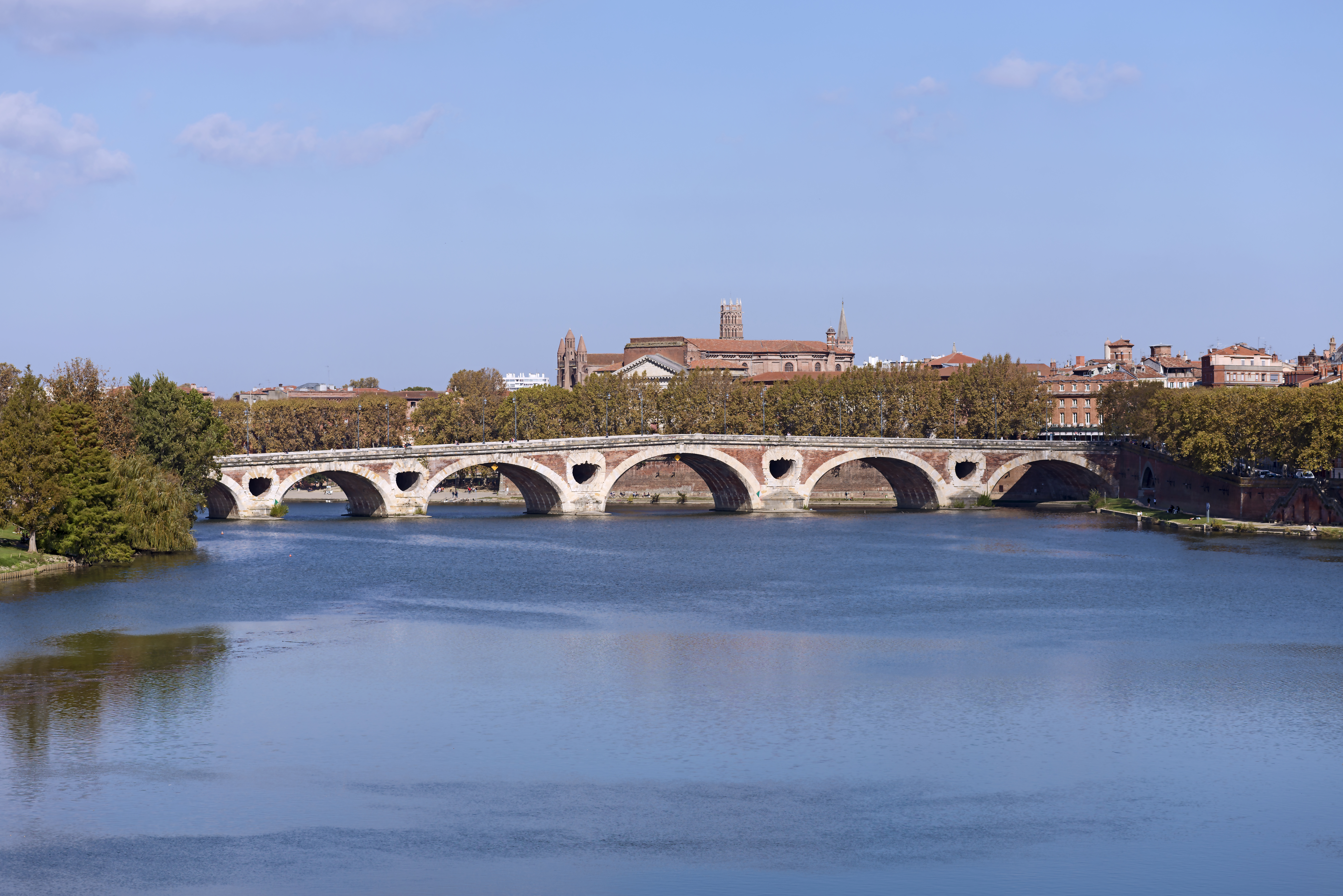
トゥールーズ
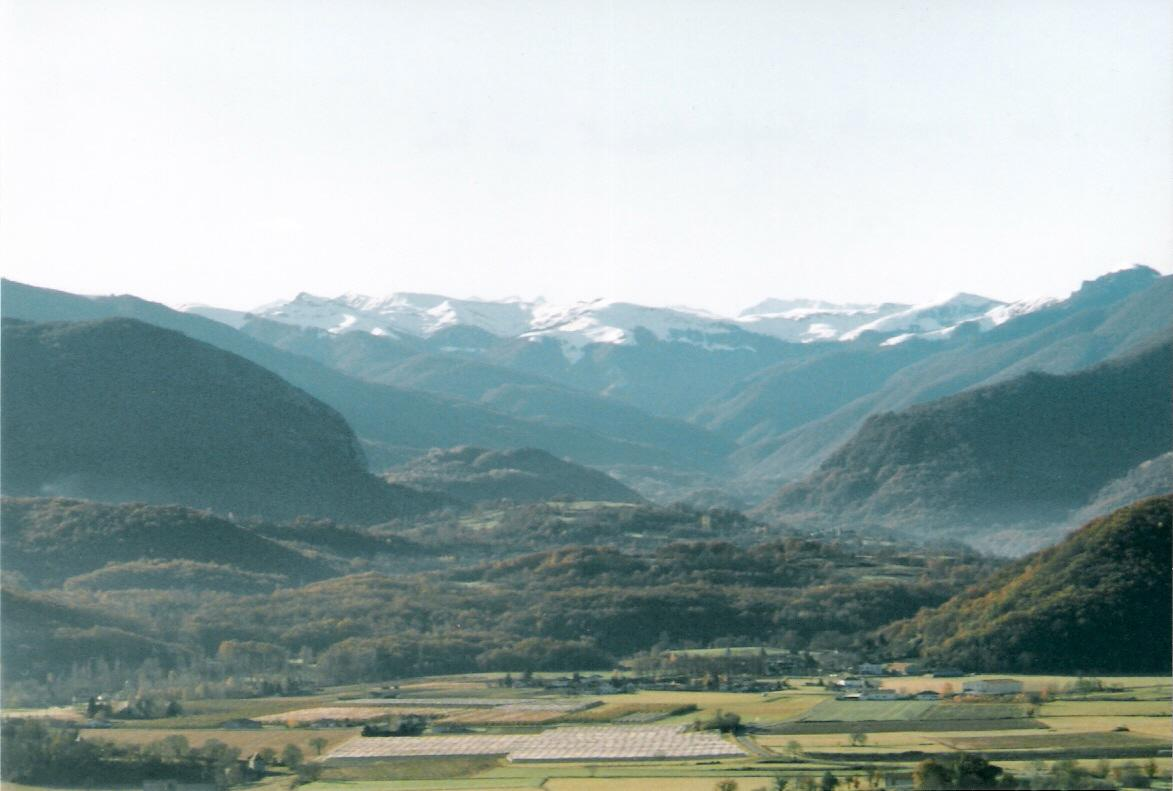
コマンジュ谷
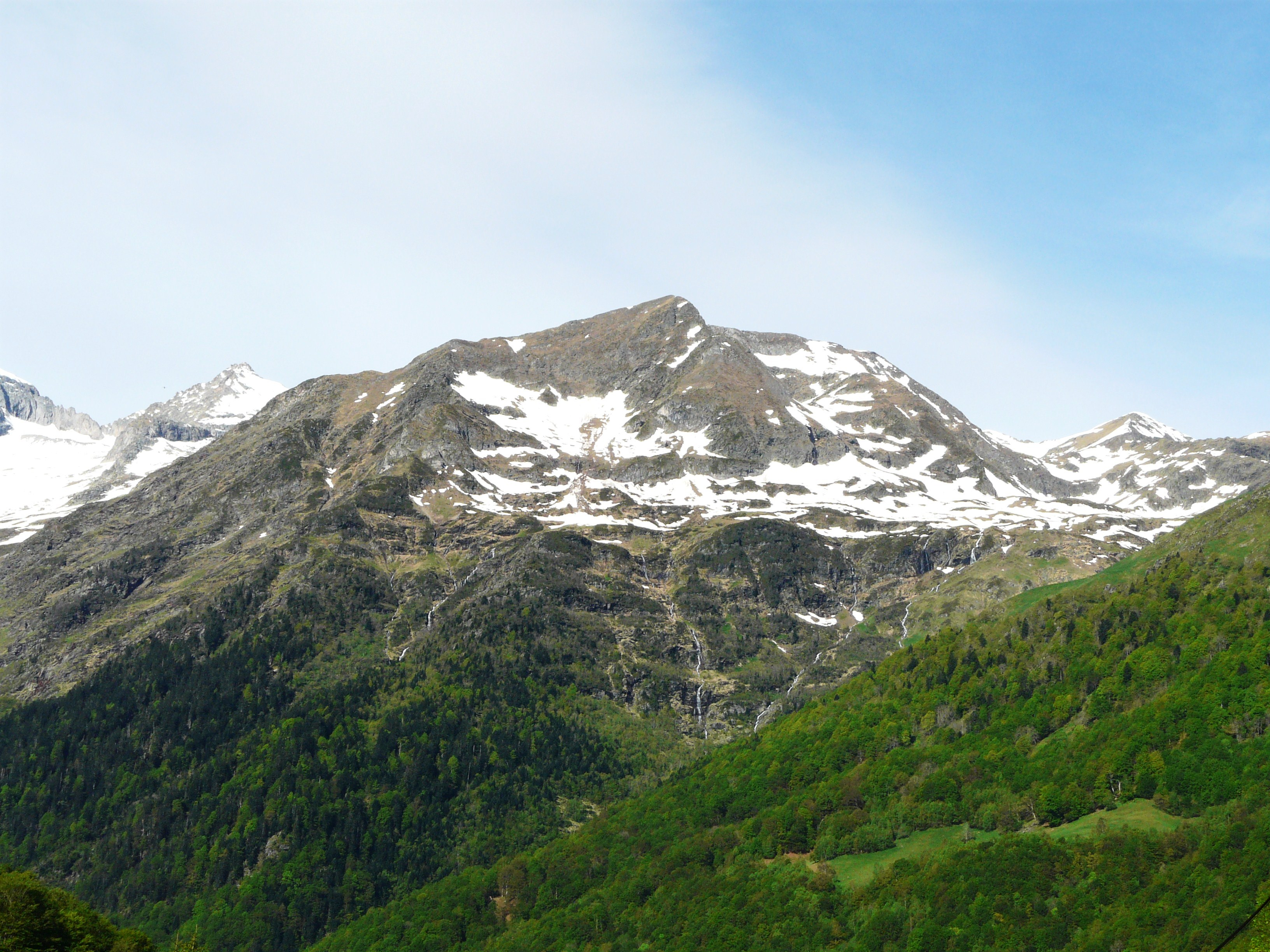
クラビウール峰
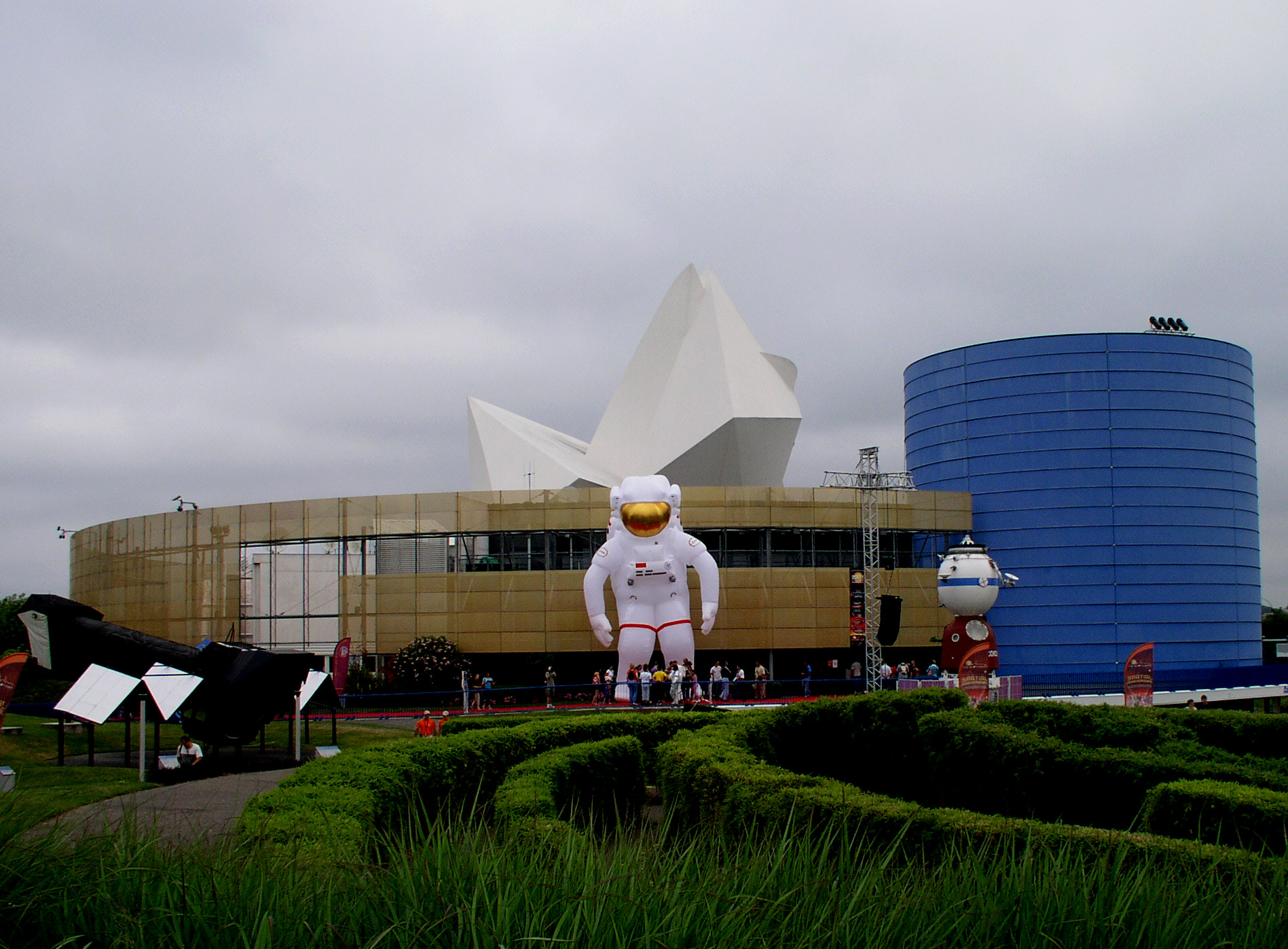
シテ・ド・レスパス

## 出身者
- ポリニャック公爵夫人ヨランド・ド・ポラストロン - 幼少期に家族とトゥールーズ南方ヌエイユ（フランス語版）の居城に越して来て育つ。